# 六门乡
六门乡，是中华人民共和国四川省巴中市平昌县曾经下辖的一个乡。2020年5月，撤销六门乡，将原六门乡所属行政区域划归金宝街道管辖。

## 行政区划
六门乡撤销前下辖以下地区：
重石村、九树村、八行村、凉云村、五马村、南家村、太兴村和高庙村。